# Téléphone de voiture

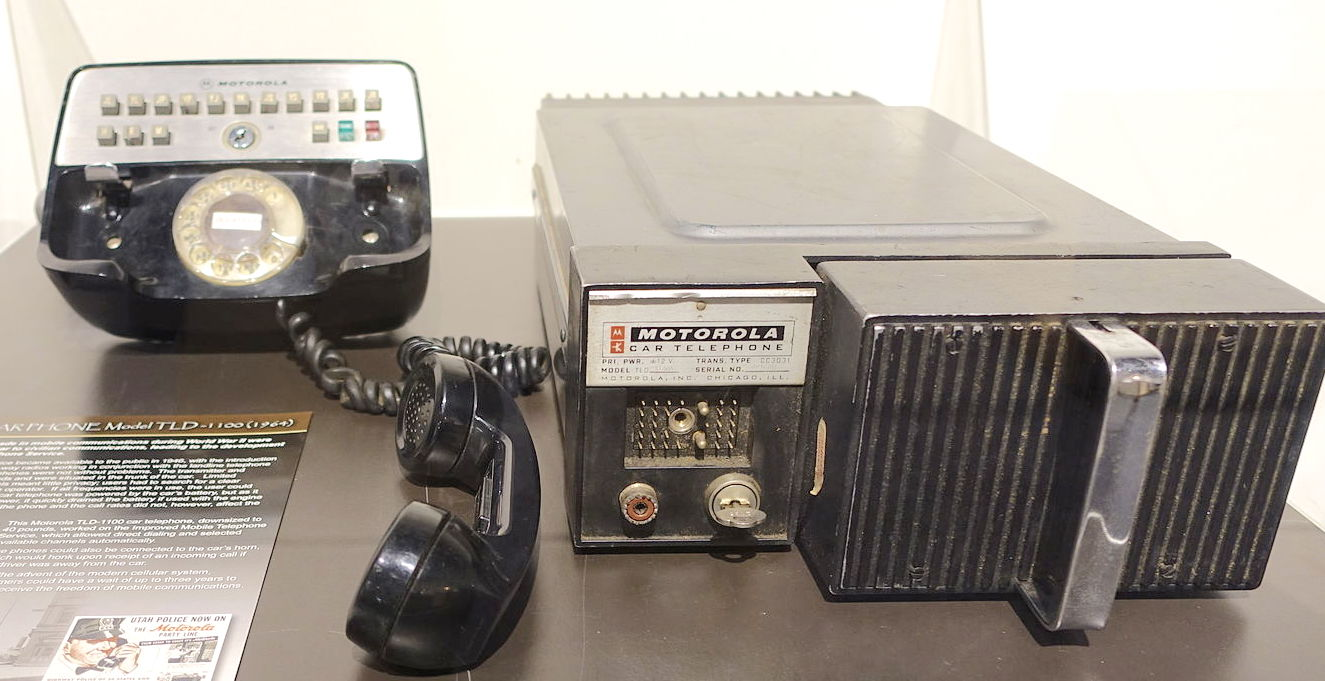
Téléphone de voiture Motorola modèle TLD-1100, 1964

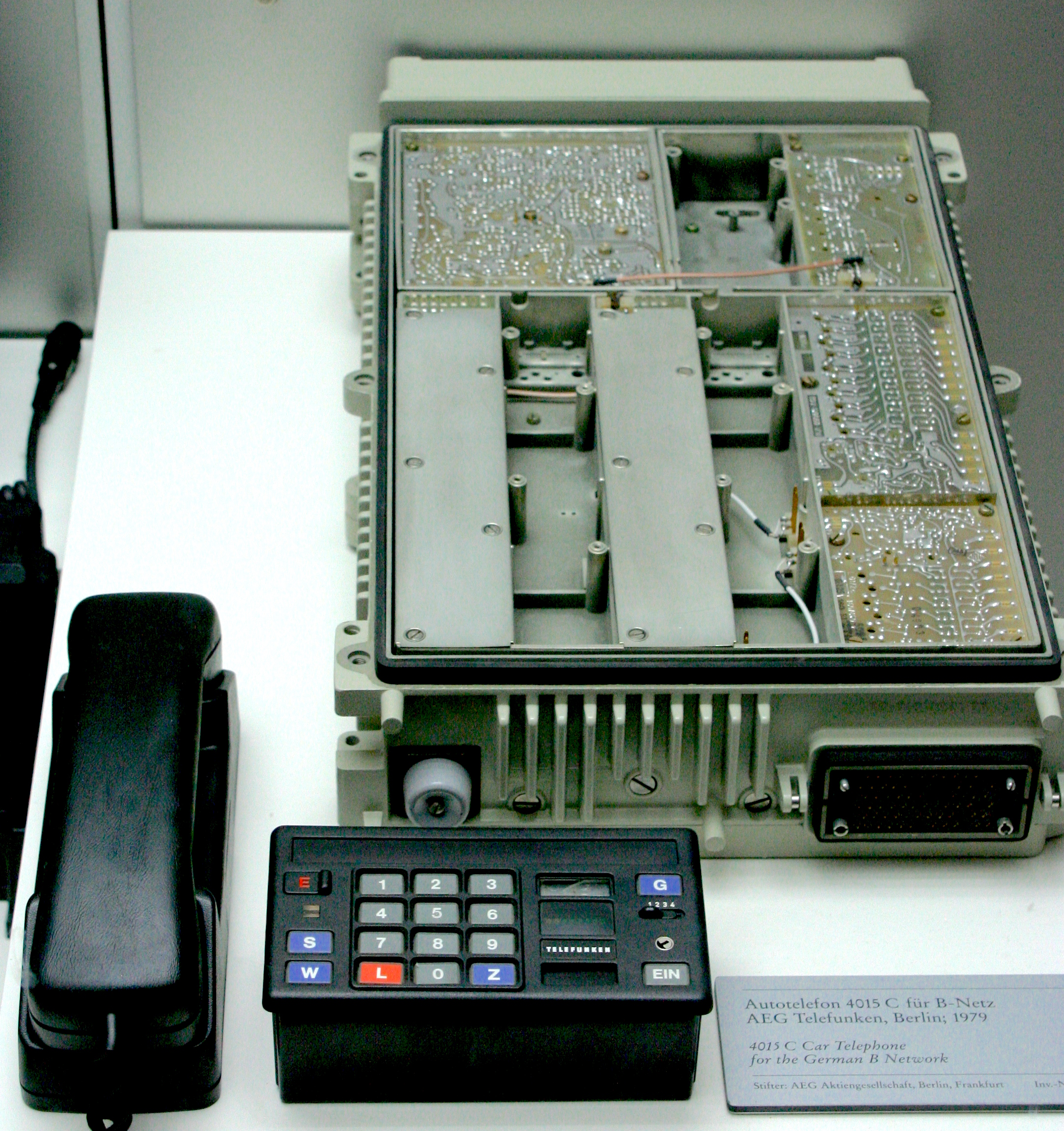
Téléphone AEG 4015C pour le réseau B allemand ca. 1979

Un téléphone de voiture est un radiotéléphone mobile spécialement conçu pour être installé dans une automobile. Ce service est offert à l’origine par le conglomérat Bell System (en) et est utilisé pour la première fois à Saint-Louis le 17 juin 1946.

## Vue d'ensemble
L'équipement d'origine pesait 80 livres (36 kg), et il n'y avait initialement que 3 canaux pour tous les utilisateurs de la zone métropolitaine. Plus tard, d'autres licences ont été ajoutées, portant le total à 32 canaux sur 3 bandes (voir fréquences IMTS). Ce service a été utilisé au moins jusque dans les années 1980 dans de grandes parties de l'Amérique du Nord.
Le 2 octobre 1946, les équipements de communication Motorola ont acheminé les premiers appels du nouveau service de radiotéléphonie automobile de l'Illinois Bell Telephone Company (en) à Chicago,. En raison du petit nombre de fréquences radio disponibles, le service a rapidement atteint sa capacité.
En Finlande, le service de radiotéléphone de voiture a été disponible pour la première fois en 1971 sur le service ARP (Autoradiopuhelin, ou radiophone de voiture) de génération zéro. Il a été remplacé en 1982 par le système 1G NMT (Nordic Mobile Telephone), utilisé dans toute la Scandinavie et dans d'autres régions souvent éloignées.
En Allemagne de l'Ouest, le service de radiotéléphone de voiture a été lancé en 1958 sous le nom de service A-Netz. En 1971, il a atteint sa limite de capacité de près de 11 000 abonnés et a été remplacé par le B-Netz en 1972, qui proposait la numérotation directe, ne nécessitant pas d'opérateur humain pour connecter les appels. Toutefois, pour joindre un abonné, il fallait encore connaître son emplacement, car le combiné prenait l'indicatif local de la station de base qui le desservait. Il a été remplacé en 1985 par le système C-Netz 1G.
En Amérique du Nord, les téléphones de voiture utilisaient généralement le Mobile Telephone System (MTS), qui a été utilisé pour la première fois à St. Louis, ou l'Improved Mobile Telephone Service (en) (IMTS) avant de céder la place au service cellulaire analogique (AMPS) en 1984. La technologie AMPS a été abandonnée aux États-Unis en 2008[réf. nécessaire].
Étant donné qu'un téléphone de voiture traditionnel utilise un émetteur de grande puissance et une antenne externe, il est idéal pour les zones rurales ou peu développées où les combinés mobiles ne fonctionnent pas bien ou pas du tout. Cependant, en raison des réglementations actuelles de la Commission fédérale des communications des États-Unis, les transporteurs doivent payer des pénalités pour l'activation de tout équipement qui n'est pas un appareil conforme à la norme E911, comme l'analogique[réf. nécessaire].
Dans les années 1980, le téléphone de voiture était plus populaire que le téléphone mobile ordinaire. Cependant, comme les téléphones mobiles sont devenus plus légers et plus abordables pendant le boom de la téléphonie mobile dans les années 1990, les téléphones de voiture sont devenus moins courants. Dans les années 2000, les téléphones de voiture sont devenus rares en raison de la commodité des téléphones mobiles et des technologies d'intégration des téléphones mobiles dans les voitures, comme le Bluetooth.
Certains téléphones de voiture étaient encore disponibles en 2008, notamment le Nokia 810 et le Motorola VC6096 pour une utilisation avec les réseaux GSM et un téléphone de voiture fabriqué par NAL Research pour le réseau satellite Iridium. Motorola a fourni aux clients américains les téléphones de voiture m800 et m900, destinés respectivement aux réseaux CDMA et GSM. Certains téléphones de voiture étaient dotés d'écrans couleur et prenaient en charge les connexions de données à haut débit ainsi que la possibilité d'accéder aux cartes SIM stockées dans d'autres téléphones via Bluetooth.
Depuis 2008, de nombreuses automobiles sont équipées de systèmes intégrés « mains libres » permettant d'utiliser le téléphone cellulaire d'un consommateur, via une liaison sans fil Bluetooth ou un émetteur-récepteur intégré. Ces systèmes utilisent un microphone monté à l'intérieur du véhicule, ainsi que le système audio de la voiture, et peuvent comporter une activation et une commande vocales.
Dans de nombreux pays, la restriction de l'utilisation du téléphone cellulaire au volant est une tendance à la hausse,.